# Таран Микола Полікарпович
Микола Полікарпович Таран (нар. 26 грудня 1941, Гребінки, Київська область) — український краєзнавець і громадський діяч.

## Життєпис
Микола Полікарпович народився 26 грудня 1941 року, коли батько, Полікарп Федорович, перебував на війні, а Гребінки були окуповані країнами гітлерівської коаліції.
Після закінчення Гребінківської середньої школи, закінчив фастівський зоотехнічний технікум. Отримав спеціальність зоотехніка. Деякий час працював головним зоотехніком у Гребінківському колгоспі ім. Т. Шевченка.
З 1971 — керуючий центральним відділком Саливінківського елітно-насінницького радгоспу. Закінчив заочний відділ Білоцерківського сільськогосподарського інституту за спеціальністю «вчений агроном». 25 років безперервно пропрацював в елітно-насінницькому радгоспі, з них 12 років обіймав посаду голови радгоспної профспілкової організації.

## Громадсько-політична діяльність
Активно займається громадсько-політичною діяльністю. Був членом і активістом Народного Руху України.
1989—1992 — голова Гребінківського територіального Товариства української мови імені Тараса Шевченка, донині займається просвітянською діяльністю.
Делегат позачергової конференції Товариства української мови ім. Т. Г. Шевченка, делегат Конгресу національно-демократичних сил України, делегат першого та другого Всесвітнього форуму українців, гість позачергової сесії Верховної Ради України ХІІ скликання, яка проголосила Декларацію про державний суверенітет України.
У 1991 році — один із організаторів Української селянської демократичної партії, член її політради та голова ревізійної комісії.
1989—1994 — член Центральної виборчої комісії України, мав честь особисто вітати першого Президента України Л. М. Кравчука.
1996 року висувався кандидатом у Народні депутати України по Васильківському виборчому округу.
Активний учасник Помаранчевої революції, підтримував Революцію гідності.

## Творчість
У 1992—1997 роках видавав незалежну газету «Сільський майдан», був незмінним її головним редактором. На другому поверсі власного житлового будинку створив краєзнавчий музей.
Є автором краєзнавчих книжок:
- Розіп'яте село: свідчення очевидців про нищення селянства Гребінківщини в 30-х та 40-х роках ХХ століття / М. П. Таран. — Біла Церква: Сільський майдан, 1995. — 57 с. — ISBN 5-7707-6917-3
- Моє рідне село / М. П. Таран. — Фастів: Поліфаст, 2005. — 52 с.: іл. — ISBN 966-7758-33-8
- Упокорення Пинчуків [Текст]: спогади, свідчення, імена / М. П. Таран. — Фастів: Поліфаст, 2008. — 48 с. — ISBN 978-966-7758-84-4
- Микола Таран. Поема Перепетового поля [Текст]: спогади, свідчення, імена. / М. П. Таран. — Фастів: Поліфаст, 2008. — 104 c.: іл. — ISBN 978-966-7758-83-7
- Микола Таран. З Любов'ю до Кобзаря. — ВУТ «Просвіта» ім. Т. Шевченка, 2014. — 24 с.
- Микола Таран. Роду Хліборобського (2014)
- Микола Таран. В Полум'ї Великої війни. — Біла Церква: ТОВ «Офсет», 2015. — 72 с.
- Микола Таран. Хутори-Ровесники: історія сіл Залізне, Дерев'янки, Бориси та Мала Бугаївка. — Біла Церква: ФОП Сидоренко, 2016. — 32 с.
- Микола Таран. Зачаровані Дзвінковим (2016)
- Григорій Петрик, Микола Таран. Здорівка — з минулого в майбутнє. — [б.м.], 2016. — 96 с.
- Микола Таран. Дідова Криниця. — Біла Церква: ФОП Сидоренко, 2017. — 64 с.
- Микола Таран. Гребінківський родовід Руденків (2018)
- Микола Таран. Смт. Дослідницьке (2018)
- Микола Таран. Гребінківська Свято-Покровська Церква. — [б.м.], 2019. — 56 с.

## Нагороди
- Орден "За заслуги" ІІІ ступеня (2005).
- Ювілейна медаль «25 років незалежності України» (2016).
- Почесна Грамота Верховної Ради України (2018).